# 이븐이프
이븐이프는 대한민국의 인디 록밴드이다. 2021년 정규 앨범 [It's Always In My Mind And We'll Be All Right]로 데뷔했다.

## 방송
- 그레이트 서울 인베이전 (2022) - Top45

## 음반
- 제31회 유재하 음악경연대회 (2020)
- It's always in my mind and we'll be all right (2022)

## 공연
- ROLLING PROJECT：CMYK ＃1［Igloobay＆evenif＆GongHaim］ (2022)
- Thanks For Your Service 릴레이 ROCK 콘서트 (2022)
- 먼데이프로젝트 IN 라이브클럽 - 이븐이프 단독 콘서트 (2022)

## 수상
- 제31회 유재하음악경연대회 은상 (2020)